# Nieuwjaarsconcert van de Wiener Philharmoniker 2011
Het Nieuwjaarsconcert 2011 was de 2011-versie van het jaarlijks terugkerend concert van de Wiener Philharmoniker, dat plaats vond op 1 januari 2011 te Wenen. Het orkest stond ditmaal voor het eerst onder leiding van Franz Welser-Möst.

## Programma
1. Reiter-Marsch Op. 428 - Johann Strauss II
2. Donauweibchen, Walzer Op. 427 - Johann Strauss II
3. Amazonen-Polka Op. 9 - Johann Strauss II*
4. Debut-Quadrille Op. 2 - Johann Strauss II*
5. Die Schönbrunner, Walzer Op. 200 - Joseph Lanner
6. Mutig voran! Polka schnell Op. 432 - Johann Strauss II*

Pauze
1. Csárdás aus "Ritter Pasman" Op. 441 - Johann Strauss II
2. Abschieds-Rufe, Walzer Op. 179 - Johann Strauss II*
3. Furioso-Galopp Op. 114 nach Franz Liszt - Johann Strauss I
4. Mephisto-Walzer Nr. 1 "Der Tanz in der Dorfschenke" S110/2 - Franz Liszt*
5. Aus der Ferne, Polka mazur Op. 270 - Josef Strauss
6. Spanischer-Marsch Op. 433 - Johann Strauss II
7. Zigeunerin Tanz aus Ballet "Die Perle von Iberien" - Josef Hellmesberger*
8. Cachucha-Galopp Op. 97 - Johann Strauss I
9. Mein lebenslauf ist Lieb' ubd Lust! Walzer Op. 263 - Josef Strauss
10. Ohne Aufenthalt, Polka Schnell Op. 112 - Eduard Strauss*

1. Auf Ferienreisen, Polka schnell Op. 133 - Josef Strauss
2. An der schönen blauen Donau, Walzer Op. 314 - Johann Strauss II
3. Radetzky-Marsch Op. 228 - Johann Strauss I

De muziek van de familie Strauss vormt zoals elk jaar het hoofdingrediënt van het concert. Doordat in 2011 de 200ste geboortedag van Franz Liszt herdacht wordt, staat er ook een werk van deze componist op het programma, namelijk de Mephisto-Walzer Nr. 1 Der Tanz in der Dorfschenke.

## Album
Van het concert werd ook een album uitgegeven. Op 22 januari 2011 kwam het album binnen in de Vlaamse Ultratop 100 Albums lijst. 

## Hitnotering

### VlaamseUltratop 100Albums
| Hitnotering: 22-01-2011 | Hitnotering: 22-01-2011 | Hitnotering: 22-01-2011 |
| Week:                   | 1                       |                         |
| ----------------------- | ----------------------- | ----------------------- |
| Positie:                | 90                      | uit                     |